# Sergio Jáuregui
Sergio Antonio Jáuregui Landivar (* 13. März 1985 in Santa Cruz de la Sierra) ist ein ehemaliger bolivianischer Fußballspieler. Der Abwehrspieler absolvierte 13 Länderspiele für Bolivien.

## Karriere

### Verein
Sergio Jáuregui begann seine Profikarriere 2002 beim Club Blooming und wurde schnell Nationalspieler. Dies führte zu seinem Wechsel 2005 auf Leihbasis für ein halbes Jahr nach Europa zu Yverdon Sport. In der Schweiz hatte er Anpassungsschwierigkeiten und kehrte nach nur drei Ligaspielen wieder nach Bolivien zurück, wo er erst auf Leihbasis für den Club The Strongest auflief und dann ab 2007 wieder bei Blooming spielte. Am 24. August 2009 folgte dann im Spiel gegen Oriente Petrolero ein großer Skandal. Nach einem Zusammenstoß mit dem gegnerischen Stürmer Leonardo Medina erhielt Jáuregui die rote Karte. Beim Verlassen des Spielfeldes stürmte er zu Medina und traf den Oriente-Stürmer mit einem Side-Kick am Kopf. Medinda musste daraufhin ins Krankenhaus gebracht werden. Jáuregui wurde für neun Monate gesperrt und wegen Körperverletzung angeklagt. Im Juni 2010 gab der Verteidiger nach seiner Sperre das Comeback auf dem Platz. Jáuregui wechselte nach Ende der Saison zum Club San José, wo er seine Karriere im Alter von 26 Jahren beendete.

### Nationalmannschaft
Sergio Jáuregui bestritt zwischen 2004 und 2005 insgesamt 13 Länderspiele. Sein Debüt für die Nationalmannschaft gab der Verteidiger im Juni 2004 in der Qualifikation zur Weltmeisterschaft 2006 gegen Paraguay. Anschließend spielte er bei der Copa América 2004 alle drei Gruppenspiele, jedoch schaffte Bolivien nach zwei Unentschieden und einer Niederlage nicht den Einzug ins Viertelfinale. Sein letztes Länderspiel absolvierte Jáuregui im Oktober 2005 wieder in der WM-Qualifikation. Für das Turnier in Deutschland qualifizierte sich Bolivien nicht.

## Erfolge
Blooming
- Bolivianischer Meister: 2005-A, 2009-A